# Камбрия (графство)
Ка́мбрия (англ. Cumbria; /ˈkʌmbriə/) — церемониальное неметропольное графство на северо-западе Англии. Входит в состав региона Северо-Западная Англия. Столица и крупнейший город — Карлайл. Население 500 тыс. человек (26-е место среди неметропольных графств; данные за 2011 год).

## География
Общая площадь территории 6768 км² (3-е место); территория административной области — 6768 км² (2-е место). На территории графства находятся Камберлендские горы с высочайшей горой Англии Скофел-Пайк и четырьмя крупнейшими озёрами Англии — Уиндермир, Алсуотер, Бассентуэйт, Деруэнт-Уотер. На востоке к графству относятся западные склоны Пеннинских гор.
На западе омывается Ирландским морем, включая заливы Солуэй-Ферт (на севере) и Моркам (на юге).

## Климат
Расположение Камбрии на северо-западном побережье Англии и горный рельеф графства делают Камбрию самой влажной частью Англии. За год, в среднем, выпадает 2000—3000 мм осадков, причем годовое количество осадков в разных областях Камбрии сильно различается. Также в Камбрии довольно ветрено. В закрытых горами долинах в среднем 5 дней в году наблюдается очень сильный ветер. На побережье количество таких дней достигает 20. Иногда в год Камбрии приходится пережить 100 очень ветреных дней.
Средняя температура уютной долины в Камбрии в январе равна 3 °C, а в июле 15 °C. Снег в Камбрии — очень редкое явление.

## История
Образовано в 1974 году (en:Local Government Act 1972) из графств Камберленд и Уэстморленд, города Карлайл, наряду с North Lonsdale или части полуострова Фернесс (англ.) в Ланкашире (включая Барроу-ин-Фернесс), и Sedbergh Rural District (англ.) от Западного райдинга Йоркшира. Название «Камбрия» использовалось на этой территории в течение многих столетий. В раннем средневековье в Камбрии использовался Камбрийский язык, пока бритты, жившие там, не ассимилировались с англосаксами.

## Состав
Графство Камбрия состоит из 6 неметрополитенских районов (англ. non-metropolitan district):
- Барроу-ин-Фарнесс
- Коупленд
- Олердейл
- Саут-Лейкленд
- Сити-оф-Карлайл
- Иден

## Галерея

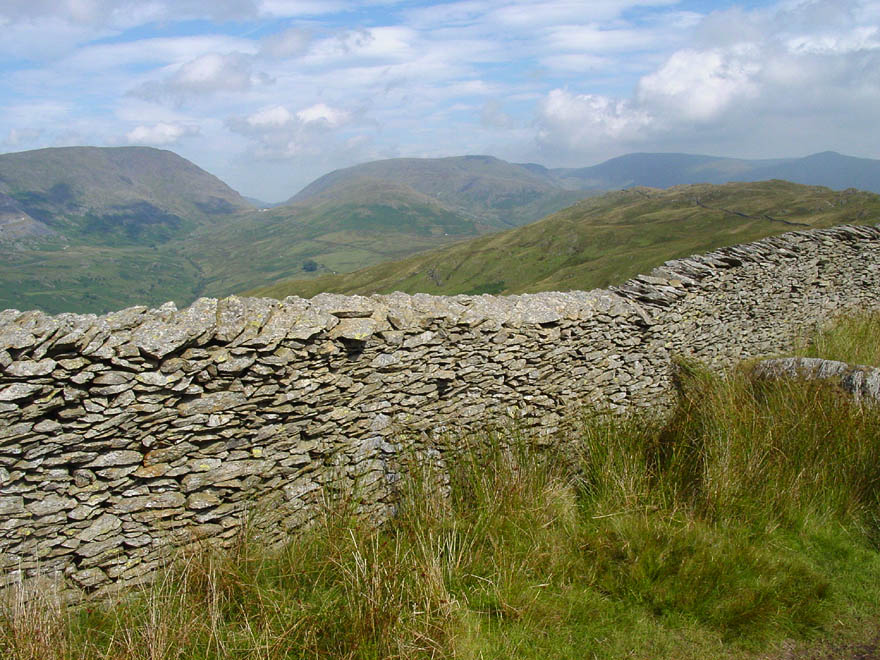
Пейзаж в Камбрии
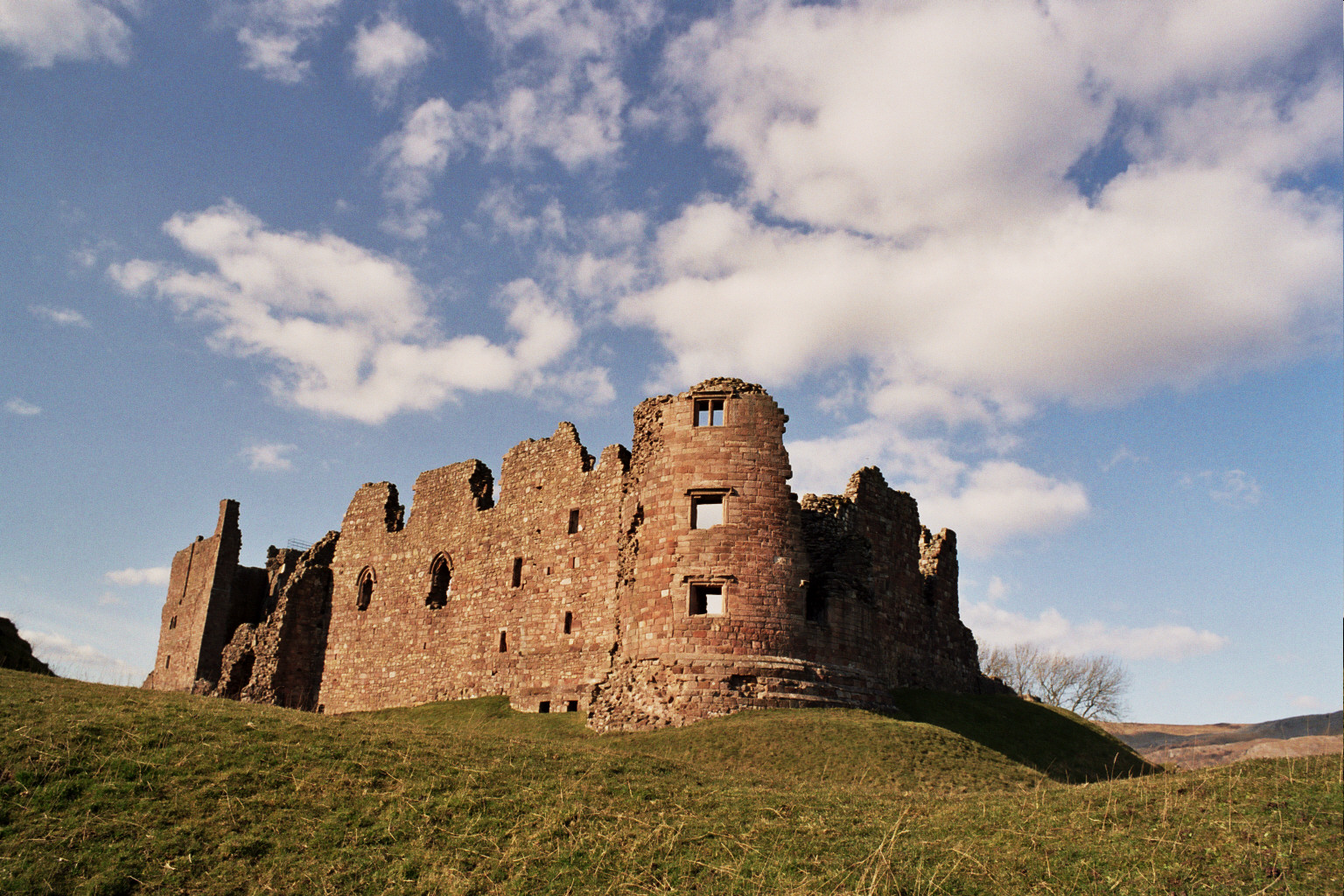
Замок Бро
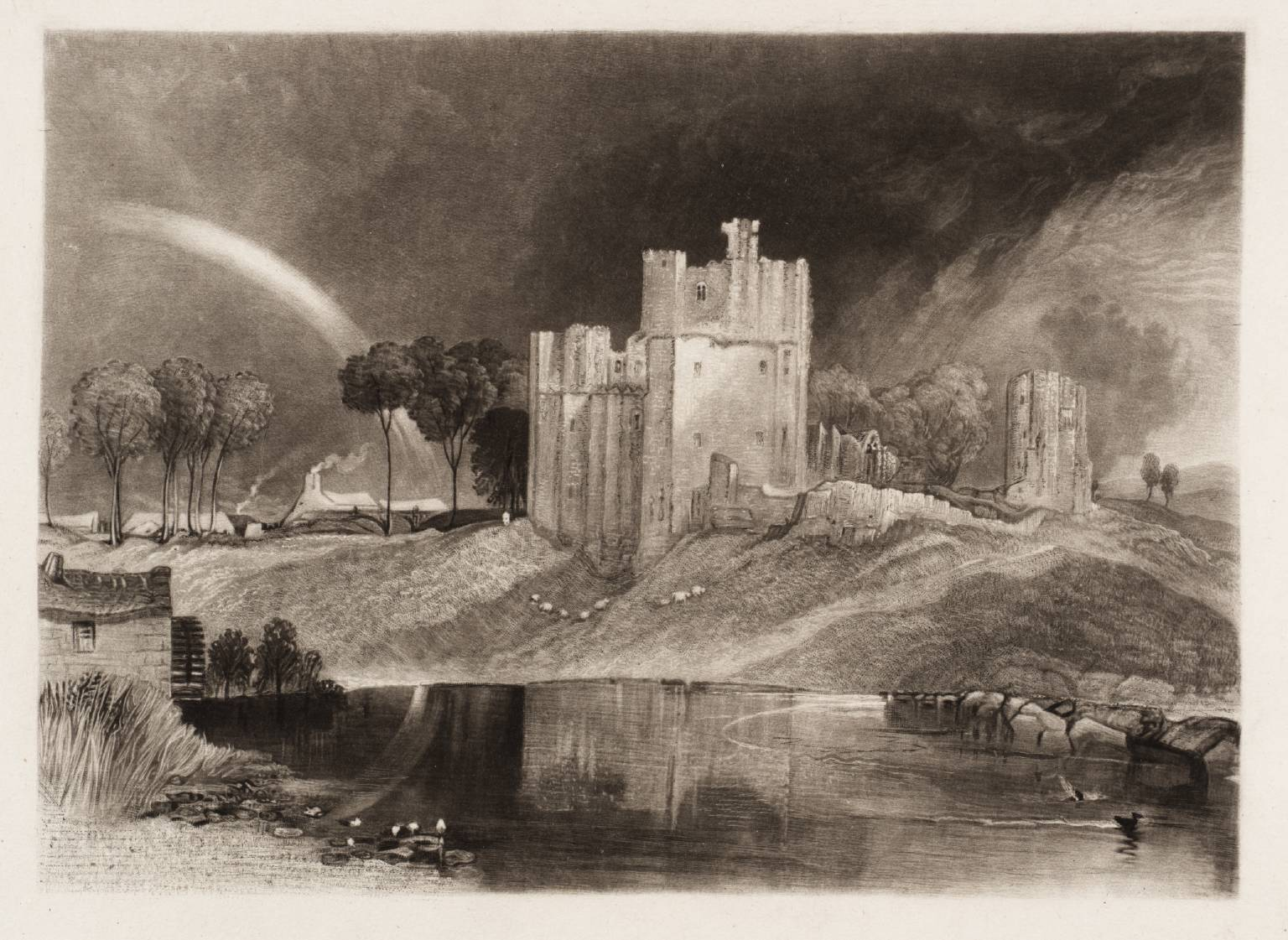
Замок Бруэм, гравюра Уильяма Сэя[англ.] по рисунку У. Тёрнера
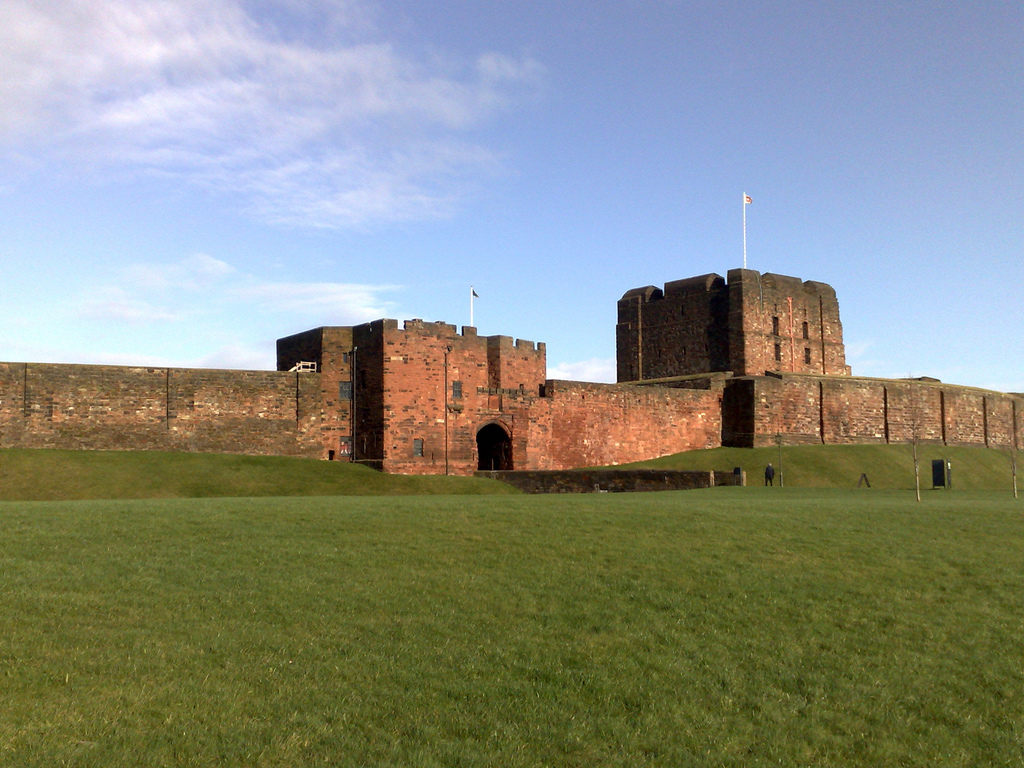
Замок Карлайл
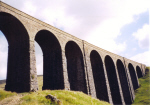
Виадук Artengill, часть Карлайлской железной дороги[англ.]
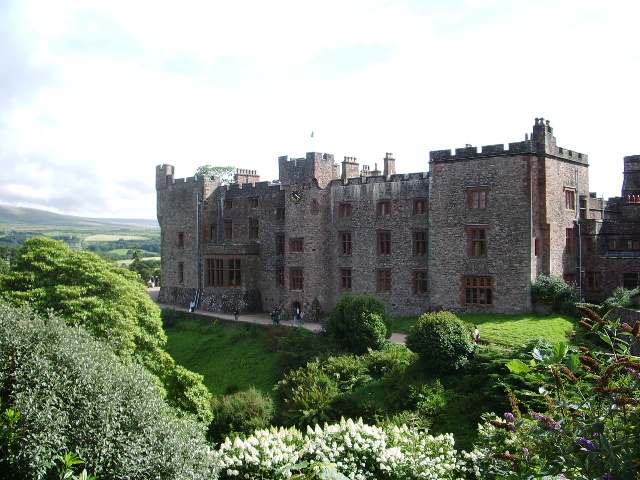
Замок Манкастер
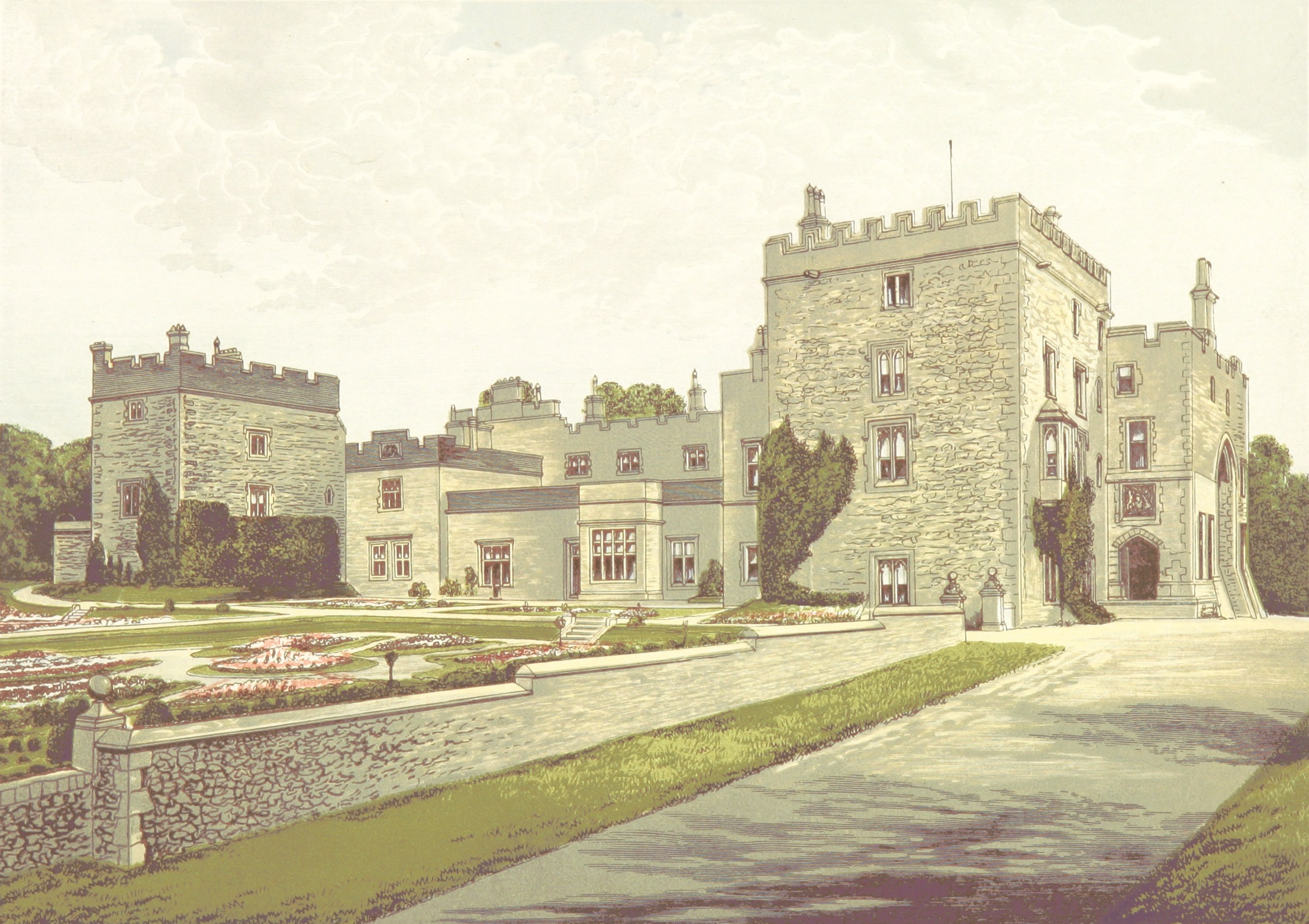
Замок Манкастер

## Достопримечательности
- Замок Бро
- Национальный парк Лейк-Дистрикт
- Два из трёх самых высоких сооружений Великобритании расположены в Камбрии: это телекоммуникационные мачты «Скелтон»[англ.] (365 м) и «Калдбек»[англ.] (337 м).